# Métrique de Kerr-Schild
Pour les articles homonymes, voir Schild.
En relativité générale, la métrique de Kerr-Schild est une métrique satisfaisant à une certaine forme. Elle est nommée en l'honneur de Roy Kerr et Alfred Schild qui ont mis évidence son intérêt dans l'étude de certaines solutions exactes de la relativité générale, bien que son étude remonte à A. Trautman en 1962.

## Définition
Une métrique de Kerr-Schild est définie comme étant de la forme
{\displaystyle g_{ab}=\eta _{ab}+2Vk_{a}k_{b}},
{\displaystyle \eta _{ab}} étant une métrique de l'espace de Minkowski, V une fonction quelconque et {\displaystyle k_{a}} un quadrivecteur de genre lumière.

## Propriétés
Une propriété immédiate relative au quadrivecteur {\displaystyle k_{a}} est que ses indices peuvent être montés et descendus soit à l'aide de la vraie métrique {\displaystyle g_{ab}}, soit avec la métrique sous-jacente {\displaystyle \eta _{ab}}.
Les symboles de Christoffel jouissent des propriétés suivantes :
{\displaystyle \Gamma _{bc}^{a}k^{b}k^{c}=0},
{\displaystyle \Gamma _{bc}^{a}k_{a}k_{c}=0},
ce qui implique
{\displaystyle k^{b}D_{b}k^{a}=k^{b}\partial _{b}k^{a}},
{\displaystyle k^{b}D_{b}k_{a}=k^{b}\partial _{b}k_{a}},
(D étant la dérivée covariante associée à la métrique g) ainsi que
{\displaystyle \Gamma _{bc}^{a}k_{a}=k^{e}D_{e}(Vk_{b}k_{c})},
{\displaystyle \Gamma _{bc}^{a}k_{c}=-k^{e}D_{e}(Vk^{a}k_{b})}.
Le déterminant de la métrique g est, lui, identique à celui de la métrique η. En particulier, si le système de coordonnées est choisi de façon que les coordonnées soit des coordonnées cartésiennes vis-à-vis de η, alors, dans l'hypothèse où l'on se place dans un système d'unités géométriques (où la vitesse de la lumière vaut 1),
{\displaystyle {\sqrt {|g|}}=1}.
L'équation {\displaystyle k^{b}D_{b}k^{a}=0} signifie que k est une géodésique. Par conséquent, d'après une des égalités précédentes, si k est une géodésique vis-à-vis de la métrique g, il l'est aussi vis-à-vis de la métrique η et inversement.

## Référence
- (en) D. Kramer, Hans Stephani, Malcolm Mac Callum et E. Herlt, Exact solutions of Einstein’s field equations, Cambridge, Cambridge University Press, 1980, 428 p. (ISBN 0521230411), page 298 et suivantes.

## Note
1. ↑  (en) A. Trautman, On the propgation on information by waves, In Recent Developments in general Relativity, Pergamon Press, p. 459.